# Albert Schwartz
Albert L. Schwartz, detto Al (Chicago, 21 dicembre 1907 – Los Angeles, 7 dicembre 1986), è stato un nuotatore statunitense.
Specializzato nello stile libero ha vinto la medaglia di bronzo nei 100 m alle Olimpiadi di Los Angeles 1932.

## Palmarès
- Olimpiadi
  - Los Angeles 1932: bronzo nei 100 m sl.